# René Le Grevès
René Breton Le Grevès (Parigi, 6 luglio 1910 – Saint-Gervais-les-Bains, 25 febbraio 1946) è stato un ciclista su strada e pistard francese.
Professionista dal 1933 al 1941, conta sedici vittorie di tappa al Tour de France (che lo pongono al decimo posto insieme a Jacques Anquetil e Charles Pélissier fra i plurivincitori di tappa alla Grand Boucle ) e affermazioni in numerose classiche francesi, fra cui la Parigi-Tours e il campionato nazionale in linea 1936. Il soprannome Breton è dovuto alle origi bretoni del ciclista che, pur essendo nato a Parigi, visse e si formò ciclisticamente in terra bretone.

## Carriera
Passato professionista dopo la conquista dell'argento olimpico nell'inseguimento a squadre ai Giochi della X Olimpiade di Los Angeles, si mise subito in luce grazie alle sue doti da velocista, vincendo all'esordio nella massima categoria tre corse, due prove classiche del panorama francese dell'epoca e una tappa, la prima delle sue sedici, al Tour de France.
Nel 1934 riuscì a ripetere la stagione precedente, aggiudicandosi quattro frazioni della Grand Boucle e ottenendo piazzamenti quali il secondo posto nella Parigi-Rennes, il terzo posto nel Critérium National, il quarto nella Parigi-Roubaix e il settimo nei campionati nazionali.
Il biennio 1935-1936 furono le stagioni che lo videro conseguire il maggior numero di risultati. Iniziò la stagione 1935 arrivando sesto nella classifica generale della Parigi-Nizza, per poi vincere in sequenza classiche del panorama nazionale francesi quali Circuito di Parigi, Critérium National e Parigi-Tour. Proseguì la stagione concludendo secondo il campionato nazionale e vincendo quattro tappe al Tour de France. Sempre nel 1935 Le Grevès si aggiudicò il suo unico successo in una classifica generale, il Circuito di Morbihan.
Nel 1936 invece vinse sei tappe al Tour de France, vittorie ottenute tutte indossando la maglia della nazionale francese, ma anche da campione nazionale, titolo conseguito un mese prima dell'inizio della Grand Boucle. Fu inoltre quarto nella Parigi-Tours e secondo nel Circuito di Morbihan.
Nel 1937 fu ancora secondo nel campionato francese e vinse due corse, una tappa della Parigi-Nizza e il Critérium National. Nel 1938 ottenne un solo successo nella Parigi-Caen, mentre come piazzamenti fu nono nei campionati nazionali e nella Parigi-Tour e quarto nel Circuito di Parigi.
Nel 1939, prima dello scoppio della guerra, vinse la sua ultima tappa al Tour de France e si aggiudicò la Parigi-Sedan.
Continuò a correre in qualche gara occasionale fra il 1940 e il 1941; il Prix du Marseille fu il suo ultimo successo.
Morì nel 1946 a causa di una caduta sugli sci.

## Palmarès
- 1930 (dilettanti)

Parigi-Reims
- 1931 (dilettanti)

Parigi-Reims
Parigi-Orléans
Parigi-Dieppe
- 1933

Parigi-Rennes
Parigi-Caen
22ª tappa Tour de France
- 1934

2ª tappa Tour de France
5ª tappa Tour de France (ex aequo con Georges Speicher)
10ª tappa Tour de France
21ª tappa Tour de France
- 1935

Parigi-Tours
Circuito di Parigi
Critérium National
Challeng Sedis
1ª tappa Circuit du Morbihan
2ª tappa Circuit du Morbihan
Classifica generale Circuit du Morbihan
- 1935

14ª tappa Tour de France
18ª tappa Tour de France
19ª tappa Tour de France
20ª tappa Tour de France
- 1936

Campionati francesi, Prova in linea
5ª tappa Tour de France
12ª tappa Tour de France
13ª tappa Tour de France
14ª tappa Tour de France
17ª tappa Tour de France
20ª tappa Tour de France
- 1937

Critérium National (ex aequo con Roger Lapébie)
1ª tappa, 2ª semitappa Parigi-Nizza
- 1938

Parigi-Caen
- 1939

Parigi-Sedan
18ª tappa Tour de France
- 1941

Prix de Marseille

## Piazzamenti

### Grandi Giri
- Tour de France

1933: 19º
1934: 25º
1935: 15º
1936: 20º
1937: ritirato (9ª tappa)
1939: 45º

### Classiche monumento
- Parigi-Roubaix

1934: 4º
1939: 18º

### Competizioni mondiali
- Campionati del mondo

Liegi 1930 - In linea Dilettanti: 4º
Copenaghen 1931 - In linea Dilettanti: 15º
Floreffe 1935 - In linea: ritirato
Berna 1936 - In linea: ritirato
Copenaghen 1937 - In linea: ritirato
- Giochi olimpici

Los Angeles 1932 - Inseguimento a squadre: 2º